# فیل گریفیتز (دوچرخه‌سوار)
فیل گریفیتز (انگلیسی: Phil Griffiths؛ زادهٔ ۱۸ مارس ۱۹۴۹) دوچرخه‌سوار اهل بریتانیا است.
وی در مسابقات کشوری و بین‌المللی در مجموع برندهٔ ۱ مدال نقره شده‌است.